# Merisca juttingae
Merisca juttingae is een tweekleppigensoort uit de familie van de Tellinidae. De wetenschappelijke naam van de soort is voor het eerst geldig gepubliceerd in 1965 door Van Regteren Altena.